# Paisley (mønster)
Paisley eller paisleymønster er et tekstilmønster og ornamentalsk design, med buta (persisk: بته) eller boteh, et dråbeformet motiv med en bøjet ende. Det stammer fra Persien, men mønstret blev meget populært i Vesten i 1700- og 1800-tallet, efter at være blevet importeret fra Mogulriget fra Indien, særligt i form af pashmina, og de blev imiteret lokalt. Selvom den figen- eller mandel-formede mønster stammer fra Persien, så kommer navnet fra byen Paisley i det vestlige Skotland, der var centrum for tekstiler, hvor paisley-designet blev produceret.
Mønstret ses stadig ofte i Storbritannien og andre engelsk-talende lande på slips, mens det fortsat er et populært mønster på alle slags tøj i Iran samt lande i Syd- og Centralasien.